# Восточный Мийо
Восто́чный Мийо́ (фр. Millau-Est) — кантон во Франции, находится в регионе Юг — Пиренеи, департамент Аверон. Входит в состав округа Мийо.
Код INSEE кантона — 1217. Всего в кантон Восточный Мийо входят 4 коммуны, из них главной коммуной является Мийо.

## Коммуны кантона
| Коммуна | Население, чел. (2006) | Почтовый индекс | Код INSEE |
| ------- | ---------------------- | --------------- | --------- |
| Агессак | 833                    | 12520           | 12002     |
| Компейр | 492                    | 12520           | 12070     |
| Мийо    | 7 711                  | 12100           | 12145     |
| Поль    | 312                    | 12520           | 12178     |

## Население
Население кантона на 2006 год составляло 9 331 человек.
| 1962 | 1968 | 1975 | 1982 | 1990 | 1999  | 2006  | 2007 |
| ---- | ---- | ---- | ---- | ---- | ----- | ----- | ---- |
| —    | —    | —    | —    | —    | 9 348 | 9 331 | —    |